# Isaías Duarte
Monseñor Isaías Duarte Cancino (San Gil, Santander, 15 de febrero de 1939-Cali, Valle del Cauca, 16 de marzo de 2002) fue un sacerdote católico colombiano, que desde 1995 hasta el día de su muerte fue arzobispo de la Arquidiócesis de Cali.
Fue asesinado el 16 de marzo de 2002 por dos hombres armados que le dispararon cuando salía de una ceremonia religiosa (matrimonio colectivo de más de cien parejas en la iglesia del Buen Pastor, distrito de Aguablanca) en Cali. Se ha acusado al Cartel del Norte del Valle y a las FARC-EP de su asesinato el cual sigue sin esclarecer sus responsables.

## Trayectoria
Isaías Duarte Cancino nació en San Gil, Santander el 15 de febrero de 1939, en el hogar formado por Crisanto Duarte Pilonieta y Elisa Cancino Arenas. Fue el menor de siete hermanos. Hizo su bachillerato en Bucaramanga en el Colegio Santander.
Luego ingresó al seminario de Pamplona. En Roma, durante la Segunda Sesión del Concilio Vaticano II, fue ordenado sacerdote por el obispo Héctor Rueda Hernández, el 1.° de diciembre de 1963.
De regreso a Colombia fue incardinado en la Arquidiócesis de Bucaramanga, llegó a esta ciudad a finales de 1964. Era el primer seminarista de la diócesis que había concluido estudios en Roma y ahora neopresbítero.
Fue vicario cooperador de la Catedral de Bucaramanga, profesor en el Seminario Mayor de Pamplona, Párroco de la parroquia el Espíritu Santo en Bucaramanga, en la Catedral de la Sagrada Familia de Bucaramanga. Más tarde en la parroquia de San Juan de Girón y en la provincia de Garcia Rovira en la ciudad de Málaga. todos esos lugares de evangelización conocieron de su celo apostólico, de su fe acendrada y de su inquietud por dejar obras de beneficio espiritual y social.
Duarte colaboró en la formación de los sacerdotes en calidad de profesor y Director Espiritual, primero en Pamplona y luego en el naciente Seminario Mayor de Floridablanca. Además se desempeñó como director espiritual de los candidatos al sacerdocio en el Seminario de Bucaramanga y simultáneamente vicario de Pastoral en la Arquidiócesis Bumanguesa.
El 10 de abril de 1985 fue nombrado obispo titular de Germania de Numidia y auxiliar de Bucaramanga y fue consagrado el 17 de junio siguiente. Era el primer Obispo Auxiliar del Arzobispo de Bucaramanga, y por entonces Presidente de la Conferencia Episcopal, Monseñor Héctor Rueda Hernández. Se merece destacarse su particular interés por establecer en la Arquidiócesis de Bucaramanga una sección de la Universidad Pontificia Bolivariana de Medellín. Lo cual logró casi de inmediato y constituye hoy un hecho trascendental para la Iglesia, en su labor evangelizadora.
El 18 de junio de 1988 fue nombrado como primer obispo de Diócesis de Apartadó, en el departamento de Antioquia, desgarrado girón de la Patria.
El 19 de agosto de 1995 el papa Juan Pablo II lo nombró arzobispo de la Arquidiócesis de Cali, en reemplazo de Monseñor Pedro Rubiano Sáenz. Tomó posesión el sábado 23 de septiembre subsiguiente.

## Muerte
Monseñor Isaías Duarte Cancino fue un fuerte crítico de las guerrillas colombianas como las Fuerzas Armadas Revolucionarias de Colombia (FARC-EP) y el Ejército de Liberación Nacional (ELN), y de grupos de narcotraficantes y asociados, sobre todo tras el secuestro en la Iglesia La María perpetrado por el ELN, a los que públicamente excomulgó.
Fue asesinado el 16 de marzo de 2002 por dos hombres armados que le dispararon cuando salía de una ceremonia religiosa (matrimonio colectivo de más de cien parejas en la iglesia del Buen Pastor, distrito de Aguablanca) en Cali. El papa Juan Pablo II expresó su dolor por el asesinato del arzobispo de Cali y exhortó a los colombianos a proseguir por las vías del diálogo y a rechazar cualquier tipo de violencia, chantajes y secuestro de personas.
Sus honras fúnebres tuvieron lugar el martes 19 de marzo y fueron presididas por el Eminentísimo Cardenal Pedro Rubiano Sáenz, arzobispo de Bogotá, en presencia de más de 70 obispos de toda América Latina que se desplazaron hasta la ciudad de Cali, del Presidente de Colombia Andrés Pastrana y su gabinete, candidatos presidenciales, autoridades civiles, eclesiásticas y militares del Valle del cauca y más de 20 000 fieles que lo acompañaron en la plaza de Caicedo en frente de la Catedral.
En 2012 la justicia colombiana determinó que fue Mono Jojoy, comandante del Bloque Oriental de las FARC-EP, quien aparentemente dio la orden de asesinar a Duarte. Pero, estos fueron exonerados en marzo de 2013 por una juez del Tribunal Superior de Cali. Por este crimen fue condenado Alexander de Jesús Zapata Ríos, alias 'El Cortito', quien se encuentra en libertad condicional.
Las autoridades seguían la pista de que los autores del crimen eran miembros del Cartel de Norte del Valle. Las declaraciones sorpresivas de un detenido por porte ilegal de armas llevó a los fiscales a sospechar de la guerrilla de las FARC-EP. Diez años después, el Juzgado Segundo Penal Especializado de Cali condenó al máximo líder de las FARC-EP, alias Timochenko y a otros tres mandos guerrilleros, alias ‘Efraín Guzmán’, ‘Pablo Catatumbo’ e ‘Iván Márquez’, como autores intelectuales. Sin embargo, el Tribunal Superior de Cali, revocó la decisión porque el testigo se negó a declarar en juicio con el argumento de que la Fiscalía no había cumplido los acuerdos que había hecho con él. Se supo 5 años después, en marzo de 2017, que el estado colombiano no le había pagado al informante la recompensa de mil millones de pesos que había prometido el gobierno de Andrés Pastrana. Sin embargo en 2020, Pablo Catatumbo, excomandante de las FARC-EP declaró que la organización no tuvo participación en el homicidio de Duarte Cancino.
Monseñor Isaías Duarte Cancino es el prelado católico de mayor jerarquía en Colombia en ser asesinado en los más de 60 años de conflicto armado interno.

## Homenajes
En su honor fue nombrado el Hospital Isaías Duarte Cancino de Cali. Así mismo una fundación lleva su nombre.